# Heinrich Rüther

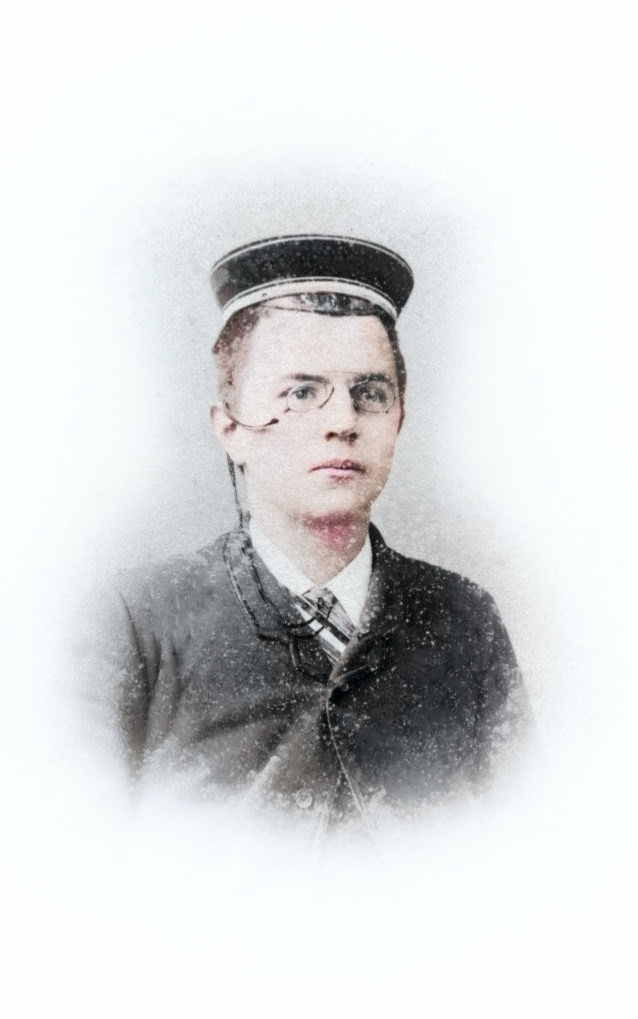
Rüther als Greifswalder Wingolfit

Gustav Heinrich Christian Rüther (* 5. September 1866 in Nordleda; † 12. April 1954 in Hechthausen) war ein deutscher lutherischer Geistlicher und Heimatforscher.

## Leben
Heinrich Rüther war Sohn des Hauptlehrers und Kantors in Nordleda, Heinrich Christian Nicolaus Rüther; einer seiner Brüder war Eduard Rüther. Er studierte Evangelische Theologie an den Universitäten Göttingen und Greifswald und war zunächst Hauslehrer. 1886 wurde er Mitglied in der nicht-schlagenden Studentenverbindung Göttinger Wingolf, 1887 im Greifswalder Wingolf. Nach dem zweiten theologischen Examen und der Ordination durch die hannoversche Landeskirche am 26. August 1892 in Stade wurde er zunächst Pfarrkollaborator in Mulsum, noch im selben Jahr aber zum Pastor in Neuenwalde ernannt. Von 1912 bis 1939 war er Pastor an der St. Johanniskirche in Hamburg-Harburg. Am 1. Juli 1939 trat er in den Ruhestand, den er auf Gut Ovelgönne in Hechthausen verbrachte.
Bedeutung erlangte Rüther als Historiker des Klosters Neuenwalde und des Landes Hadeln. Er war reger Förderer der Männer vom Morgenstern, für deren Jahrbuch er zahlreiche Beiträge verfasste. Zu seinen Hauptwerken gehört das 1905 herausgegebene Urkundenbuch des Klosters Neuenwalde. Unterstützt wurde er bei seinen Forschungen durch seinen jüngeren Bruder Eduard Rüther, Gymnasialprofessor in Hamburg. Die Arbeiten der beiden Brüder bilden immer noch einen Grundstock des Wissens über die Geschichte des Landes Hadeln. Manche ihrer Aussagen sind allerdings inzwischen widerlegt.
Daneben war Rüther auch Mitgründer der Spar- und Darlehenskasse in Neuenwalde. 1903 betrieb er die Aufforstung der Misselwardener Heide, die nach ihm „Rütherforst“ genannt wurde.
Heinrich Rüther war verheiratet mit Marie Rüther, geb. von der Decken (1861–1939). Nach seinem Tode am 12. April 1954 wurde er auf dem Friedhof in Hechthausen begraben.

## Auszeichnungen
In Neuenwalde wurde der Rütherweg nach ihm benannt.

## Werke
- Stader Verein für Geschichte und Altertümer u. Mitarb. der Bremischen Ritterschaft (Hrsg.): Urkundenbuch des Klosters Neuenwalde. Hahn’sche Buchhandlung, Hannover/Leipzig 1905, OCLC 458827479 (390 S., eingeschränkte Vorschau in der Google-Buchsuche [abgerufen am 8. August 2020]).
- Streit zwischen dem Hamburgischen Staate und dem Kloster Neuenwalde wegen des Besitzes der fünf Heidedörfer Arensch, Berensch, Gudendorf, Oxstedt und Holte. In: Männer vom Morgenstern, Heimatbund an Elb- und Wesermündung e. V. (Hrsg.): Jahrbuch der Männer vom Morgenstern. Band 7/8 (1905/1906), 1906, S. 78–86 (eingeschränkte Vorschau in der Literaturdatenbank Regesta Imperii [abgerufen am 9. August 2020]).
- Die Carlsburg. In: Männer vom Morgenstern, Heimatbund an Elb- und Wesermündung e. V. (Hrsg.): Jahrbuch der Männer vom Morgenstern. Band 10 (1907/1908), 1908, S. 106–107 (eingeschränkte Vorschau in der Literaturdatenbank Regesta Imperii [abgerufen am 9. August 2020]).
- Der Name der Pipinsburg. In: Männer vom Morgenstern, Heimatbund an Elb- und Wesermündung e. V. (Hrsg.): Jahrbuch der Männer vom Morgenstern. Band 10 (1907/1908), 1908, S. 108–110 (eingeschränkte Vorschau in der Literaturdatenbank Regesta Imperii [abgerufen am 9. August 2020]).
- Das Kloster Neuenwalde als Grundherrschaft. In: Männer vom Morgenstern, Heimatbund an Elb- und Wesermündung e. V. (Hrsg.): Jahrbuch der Männer vom Morgenstern. Band 11 (1908/1909). Ernst Geibel Verlag, Hannover 1910, S. 85–109 (317 S., eingeschränkte Vorschau in der Literaturdatenbank Regesta Imperii [abgerufen am 8. August 2020]).
- Vorläufige Mitteilung über einen im Neuenwalder Klostermoor aufgefundenen Bohlenweg. In: Männer vom Morgenstern, Heimatbund an Elb- und Wesermündung e. V. (Hrsg.): Jahrbuch der Männer vom Morgenstern. Band 11 (1908/1909). Ernst Geibel Verlag, Hannover 1910, S. 257–260 (317 S., eingeschränkte Vorschau in der Literaturdatenbank Regesta Imperii [abgerufen am 8. August 2020]).
- Willehad, der Sachsenmissionar und 1. bremische Bischof. In: Männer vom Morgenstern, Heimatbund an Elb- und Wesermündung e. V. (Hrsg.): Jahrbuch der Männer vom Morgenstern. Band 12 (1909/1910), 1910, S. 47–61 (eingeschränkte Vorschau in der Literaturdatenbank Regesta Imperii [abgerufen am 9. August 2020]).
- Erzbischof Adaldag von Hamburg-Bremen und die entstehende Landeshoheit der geistlichen Reichsfürsten. In: Männer vom Morgenstern, Heimatbund an Elb- und Wesermündung e. V. (Hrsg.): Jahrbuch der Männer vom Morgenstern. Band 13 (1910/1911), 1911, S. 159–181 (eingeschränkte Vorschau in der Literaturdatenbank Regesta Imperii [abgerufen am 9. August 2020]).
- Der Burgenbau, ein Mittel zur Befestigung der Landeshoheit im Erzstift Bremen. In: Männer vom Morgenstern, Heimatbund an Elb- und Wesermündung e. V. (Hrsg.): Jahrbuch der Männer vom Morgenstern. Band 22 (1925–1926). Selbstverlag, Bremerhaven 1926, S. 68–74 (eingeschränkte Vorschau in der Literaturdatenbank Regesta Imperii und Digitalisat auf der Webseite Monumenta Germaniae Historica – Bibliothek und Archiv [abgerufen am 9. August 2020]).
- Neuenwalde im Dreißigjährigen Kriege. Neuenwalde und General Tilly. 1. Teil. In: Männer vom Morgenstern, Heimatbund an Elb- und Wesermündung e. V. (Hrsg.): Niederdeutsches Heimatblatt. Nr. 6. Nordwestdeutsche Zeitung, heute Nordsee-Zeitung GmbH, Bremerhaven Dezember 1932, S. 2–3 (Digitalisat [PDF; 3,9 MB; abgerufen am 8. August 2020]).
- Neuenwalde im Dreißigjährigen Kriege. 2. Teil. In: Männer vom Morgenstern, Heimatbund an Elb- und Wesermündung e. V. (Hrsg.): Niederdeutsches Heimatblatt. Nr. 2. Nordwestdeutsche Zeitung, heute Nordsee-Zeitung GmbH, Bremerhaven April 1933, S. 2 (Digitalisat [PDF; 4,3 MB; abgerufen am 8. August 2020]).
- Kloster Neuenwalde. In: Männer vom Morgenstern, Heimatbund an Elb- und Wesermündung e. V. (Hrsg.): Niederdeutsches Heimatblatt. Nr. 4. Nordwestdeutsche Zeitung, heute Nordsee-Zeitung GmbH, Bremerhaven August 1933, S. 2–3 (Digitalisat [PDF; 3,9 MB; abgerufen am 8. August 2020]).
- Karl der Große und Widukind. In: Männer vom Morgenstern, Heimatbund an Elb- und Wesermündung e. V. (Hrsg.): Jahrbuch der Männer vom Morgenstern. Band 36 (1936), 1936, S. 6–19 (eingeschränkte Vorschau in der Literaturdatenbank Regesta Imperii [abgerufen am 9. August 2020]).
- Einiges über Ursprung der Burg und Stadt Harburg. In: Willi Wegewitz/Museumsverein Hamburg-Harburg (Hrsg.): Harburger Jahrbuch (= Veröffentlichungen des Helms-Museums. Nr. 3). Band 1 (1938–1939), 1938, S. 92–98 (eingeschränkte Vorschau in der Literaturdatenbank Regesta Imperii und Digitalisat auf der Webseite Universität Hamburg [abgerufen am 9. August 2020]).
- Gab es einen Adelsstand im alten Lande Hadeln? In: Männer vom Morgenstern, Heimatbund an Elb- und Wesermündung e. V. (Hrsg.): Jahrbuch der Männer vom Morgenstern. Band 31 (1948), 1948, S. 34–43 (eingeschränkte Vorschau in der Literaturdatenbank Regesta Imperii [abgerufen am 9. August 2020]).
- Der heilige Nikolaus im Siegel des Landes Hadeln. Neuhaus-Oste 1948 (eingeschränkte Vorschau in der Literaturdatenbank Regesta Imperii [abgerufen am 8. August 2020]).
- Männer vom Morgenstern, Heimatbund an Elb- und Wesermündung e. V. (Hrsg.): Haduloh. Eine Festschrift gewidmet Prof. Dr. Karl Lohmeyer, dem verdienten Leiter der Hadeler Gruppe im Heimatbund der Männer vom Morgenstern anlässlich der Vollendung seines 80. Lebensjahres am 30. März 1948 von seinen Freunden und Verehrern. Heinrich Borgardt Verlag, Neuhaus-Oste 1948 (104 S., eingeschränkte Vorschau in der Literaturdatenbank Regesta Imperii [abgerufen am 9. August 2020]).
- Männer vom Morgenstern, Heimatbund an Elb- und Wesermündung e. V. (Hrsg.): Geschichte des Landes Hadeln. Aus dem Schrifttum des Heimatbundes der „Männer vom Morgenstern“. Hottendorff Verlag, Otterndorf 1949, OCLC 46248972 (307 S., eingeschränkte Vorschau in der Literaturdatenbank Regesta Imperii [abgerufen am 9. August 2020]).
- Geschichte des Klosters Neuenwalde. Hottendorff Verlag, Otterndorf 1950, OCLC 76596757.
- Heinrich Meyer-Bülkau. Leben und Werk. Hottendorff Verlag, Otterndorf 1951 (39 S.).
- Sind die Patronate der althadelschen Kirchspiele echter oder unechter Art? In: Männer vom Morgenstern, Heimatbund an Elb- und Wesermündung e. V. (Hrsg.): Jahrbuch der Männer vom Morgenstern. Band 32 (1951). Bremerhaven 1951, S. 111–121 (eingeschränkte Vorschau in der Literaturdatenbank Regesta Imperii [abgerufen am 8. August 2020]).
- Zum Landrecht im Lande Hadeln. In: Männer vom Morgenstern, Heimatbund an Elb- und Wesermündung e. V. (Hrsg.): Jahrbuch der Männer vom Morgenstern. Band 33 (1952). Bremerhaven 1952, S. 151–152 (eingeschränkte Vorschau in der Literaturdatenbank Regesta Imperii [abgerufen am 9. August 2020]).
- Mitherausgeber Ferdinand Dannmeyer, Erich von Lehe, Fotos Alfred Ehrhardt: Ein Turm und seine Insel – Monographie der Nordseeinsel Neuwerk. August Rauschenplat Verlag, Cuxhaven 1952, OCLC 250392531 (175 S., eingeschränkte Vorschau in der Google-Buchsuche [abgerufen am 8. August 2020]).
- Mitherausgeber Oskar Kiecker, Wilhelm Lenz: Die Kunstdenkmale des Kreises Land Hadeln und der Stadt Cuxhaven. 2 Bände: „Textband“ und „Bildband“. In: Kunstdenkmälerinventare Niedersachsens. Band 45. Deutscher Kunstverlag, München 1956 (363/155 S., eingeschränkte Vorschau in der Google-Buchsuche und eingeschränkte Vorschau in der Literaturdatenbank Regesta Imperii [abgerufen am 9. August 2020]).